# Lu Le La
Lu Le La ist ein Popsong von Neil Lancaster aus dem Jahr 1975. In der Version von Howard Carpendale wurde er als Deine Spuren im Sand als deutschsprachiger Schlager bekannt.

## Entstehung und Veröffentlichung
Das Lied wurde vom Interpreten zusammen mit Cliff Corbett geschrieben und komponiert. Corbett zeichnete darüber hinaus mit Mike Smith II für die Produktion verantwortlich. Die Erstveröffentlichung von Lu Le La erfolgte als Single am 24. Januar 1975 bei MAM. Diese erschien als 7″-Single mit der B-Seite Is There Anybody There (Katalognummer: 6.11601). Am 30. April 1976 erschien das Lied zudem als B-Seite von Come Back Soon (Katalognummer: Ariola 16 786).

## Coverversionen

### Howard Carpendale –Deine Spuren im Sand
Bereits im Februar 1975 griff Howard Carpendale das Lied in einer 3:24 Minuten langen Version auf, wobei er den „Lu-Le-La-Teil“ als Bridge übernahm. Während die Komposition des Originals überwiegend beibehalten wurde, stammt der deutschsprachige Text von Fred Jay, der damit ebenfalls Urheber der neuen Fassung ist. Der Text handelt von einem Protagonisten, der die angesprochene Person, die ihn offenbar plötzlich verlassen hat, vermisst. Carpendales Single erschien noch im Februar 1975 bei EMI Music. Diese erschien als 7″-Single mit der B-Seite Auf Liebe Garantie (Katalognummer: 006-31 255). Im gleichen Jahr erschien Deine Spuren im Sand als Teil von Carpendales sechstem Studioalbum … und ich warte auf ein Zeichen (Katalognummer: 062-29 599). 1998 erschien eine Version Howard Carpendale feat. Baby G. mit einer Rapeinlage. 2019 wurde eine weitere Version veröffentlicht, die Carpendale mit dem Royal Philharmonic Orchestra und Patricia Kelly aufnahm.
In der ZDF-Hitparade wurde Deine Spuren im Sand als Neuvorstellung am 19. April 1975 präsentiert; in den beiden darauffolgenden Sendungen am 17. Mai 1975 und am 14. Juni 1975 sang Carpendale den Titel jeweils als Platz eins erneut. Am 27. Juli 1975 führte Carpendale das Lied dann auch in der ZDF-Sendung Spitzenreiter ’74/’75 auf. Ebenso sang er es in der Sendung Super-Hitparade – Schlager, die man nicht vergißt 1981 am 10. Dezember 1981.
| ChartsChartplatzierungen | Höchstplatzierung | Wochen/ Monate |
| ------------------------ | ----------------- | -------------- |
| Deutschland (GfK)        | 3 (30 Wo.)        | 30 Wo.         |
| Österreich (Ö3)          | 5 (5 Mt.)         | 5 Mt.          |
| Schweiz (IFPI)           | 2 (14 Wo.)        | 14 Wo.         |

| ChartsJahrescharts (1975) | Platzierung |
| ------------------------- | ----------- |
| Deutschland (GfK)         | 6           |
| Österreich (Ö3)           | 13          |
| Schweiz (IFPI)            | 10          |

### Weitere Coverversionen (Auswahl)
Coverversionen existieren unter anderem von:
- Dieter Thomas Kuhn & Band (Deine Spuren im Sand)
- Engelbert (I Wish I Could Be There)
- Howie Nuvo (Deine Spuren im Schnee)
- Andy Borg (Deine Spuren im Sand)
- James Last
- Le Grand Orchestre de Paul Mauriat (Deine Spuren im Sand)
- Captain Cook und seine singenden Saxophone (Deine Spuren im Sand)
- Larry Hamilton (Deine Spuren im Sand)